# Tübinger Stufenrandbucht

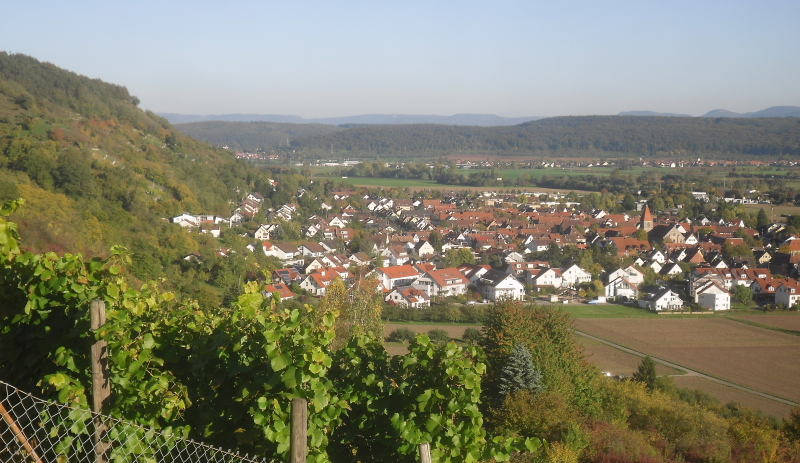
Tübinger Stufenrandbucht: Blick vom Hang des Wurmlinger Kapellenberges auf Tübingen-Hirschau

Der Naturraum Tübinger Stufenrandbucht ist in der naturräumlichen Haupteinheitengruppe Schwäbisches Keuper-Lias-Land und der Hauptgruppe Schönbuch und Glemswald eine naturräumliche Untereinheit.

## Geographische Lage
Die Tübinger Stufenrandbucht wird im Norden durch den südlichen Schönbuchrand und im Süden von den Waldhängen des Rammert begrenzt. Die Talauen von Ammer und Neckar sind standörtlich von den randlichen Gäuplatten beeinflusst.

## Landwirtschaftliche Nutzung

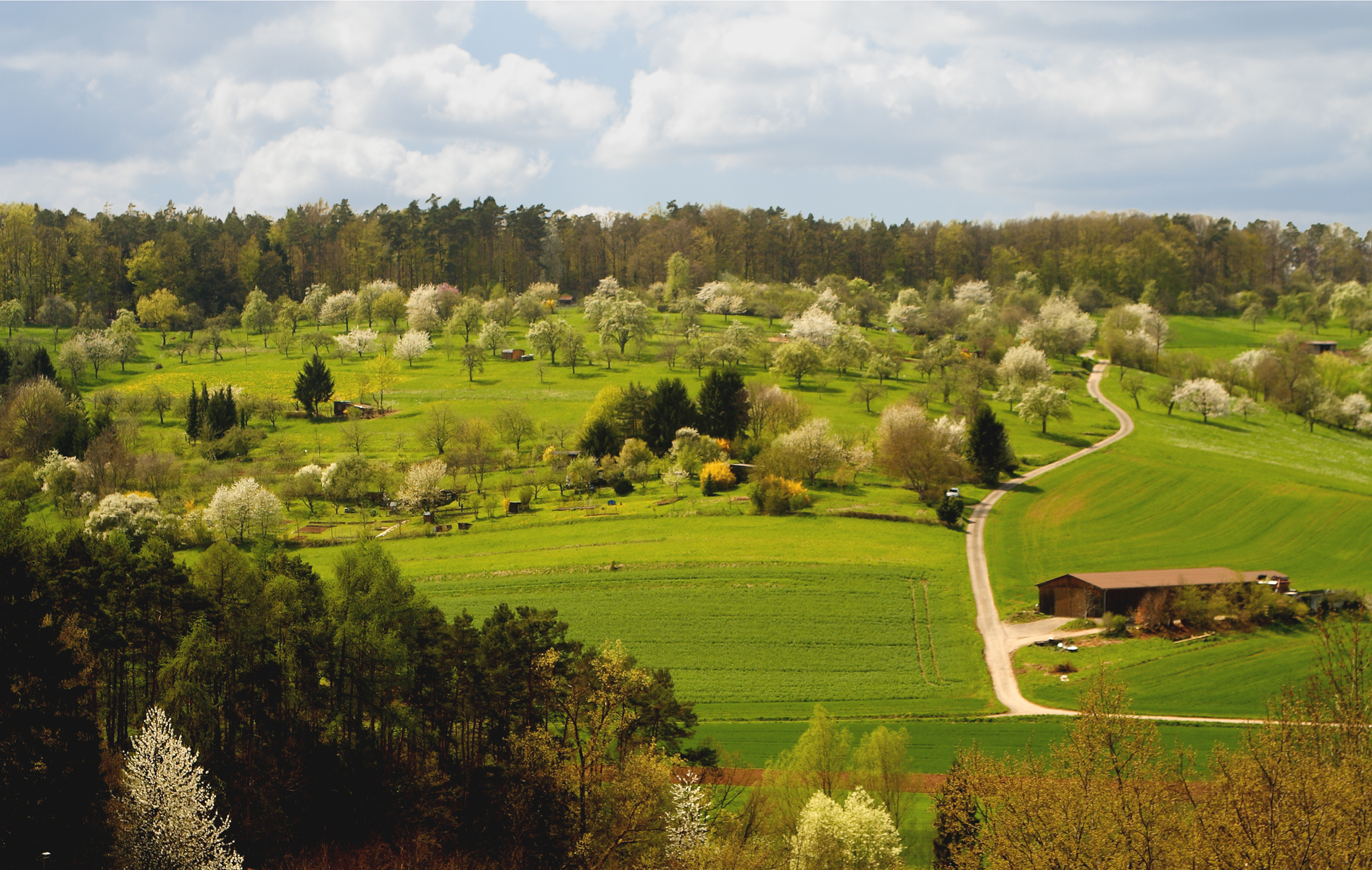
Streuobstwiese mit blühenden Bäumen bei Tübingen

Neben den ackerbaulich genutzten Bereichen sind an den Hängen Streuobstwiesen und Weinbauflächen anzutreffen.

## Naturräumliche Gliederung
Die dreistellig nummerierte Haupteinheit teilt sich in folgende Untereinheiten (Nachkommastellen) auf:
- 10 (=D58) Schwäbisches Keuper-Lias-Land
  - 104 Schönbuch und Glemswald
    - 104.1 Schönbuch
      - 104.10 Tübinger Stufenrandbucht
      - 104.11 Rammert
      - 104.12 Südlicher Schönbuch
      - 104.13 Walddorfer Platten
      - 104.14 Holzgerlinger Platte
      - 104.15 Nördlicher Schönbuch

    - 104.2 Glemswald
      - 104.20 Innerer Glemswald
      - 104.21 Glemswald-Randhöhen